# アルフレッド・H・エイベル
アルフレッド・H・エイベル（Alfred H. Abell、1824年5月7日 - 1881年）は、アメリカ合衆国の政治家。ウィスコンシン州議会下院議員を務めた。

## 経歴
エイベルは1824年5月7日にニューヨーク州デュエインズバーで生まれた。その後、ウィスコンシン州ウォルワース郡のブルームフィールドとウィスコンシン州のジェニーヴァに農場を所有した。1881年に亡くなった。

## 政治家としてのキャリア
エイベルは1877年の会期中に州下院議員であった。また、すでにブルームフィールドの会長（市長）を務めていた。エイベルは共和党員だった。